# Szultána

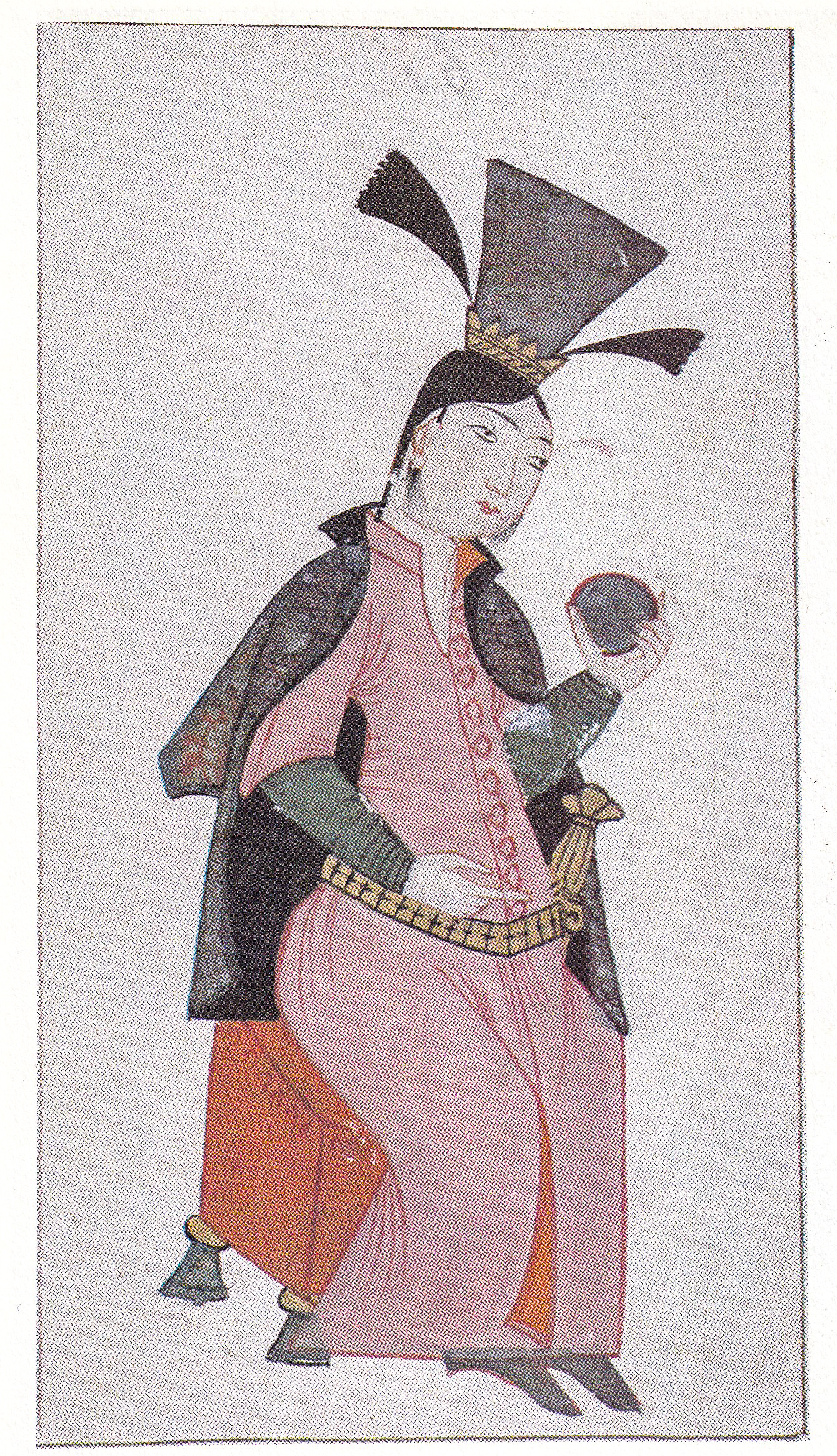
Szultána korabeli ábrázolása

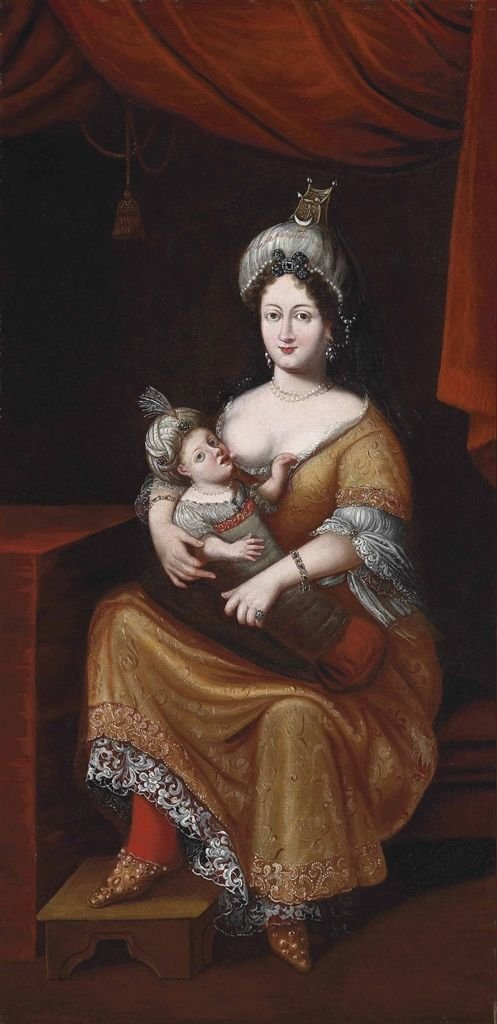
Köszem szultána, aki I. Ahmed oszmán szultán felesége volt

A szultána egy arab (سلطانه) eredetű uralkodói méltóságnév, melyet az uralkodócsalád női tagjainak megnevezésére használtak. Az iszlám világban az uralkodók feleségeinek sajátos helyzete volt. A rang muszlim női uralkodókat, valamint az szultán, avagy muszlim uralkodó feleségeit illette meg.

## Használata
Az elnevezést használták a középkori Egyiptomban, Indiában, és számos keleti kultúrában.

### Az Oszmán Birodalomban
A szultána mint elnevezés elég gyakran előfordult az Oszmán-családban. Az oszmán hercegnők, valamint a szultán asszonyainak címe volt. A leghatalmasabb szultána a Válide szultána, aki a szultán édesanyja. Ő irányította a palota életét, ráadásul az Oszmán Birodalom második legfontosabb személye volt. A Haszeki szultána megnevezés a szultán kedvenc asszonyát illette. Ezenkívül azok az asszonyok, akik az uralkodócsaládba gyermeket szültek, azok is megkapták ezt a rangot.
Leghíresebb oszmán szultánák
- Ajse Hafsza szultána: I. Szulejmán szultán édesanyja.
- Hürrem szultána: I. Szulejmán felesége, II. Szelim, és további 4 herceg, hercegnő édesanyja. Eredeti neve Alekszandra Lisowska volt.
- Mihrimah szultána: Szulejmán és Hürrem egyetlen leánygyermeke, született szultána.
- Nurbanu szultána: II. Szelim görög származású felesége, és III. Murád édesanyja. 1574–1583 között az Oszmán Birodalom de facto társuralkodója Válide szultána minőségben. Eredeti neve Cecilia Venier-Baffo volt.
- Szafije szultána: III. Murád velencei származású felesége, és III. Mehmed oszmán szultán édesanyja. 1595 és 1603 között Válide szultána.
- Köszem szultána: I. Ahmed oszmán szultán felesége. Ő volt az első olyan szultána, aki kormányzónőként is betöltötte ezt a rangot. 1623-tól haláláig válide szultán.

## Kapcsolódó szócikk
- Szultáni szeráj